# Simply Red
Simply Red is een Britse band bestaande uit leadzanger Mick Hucknall (geboren 8 juni 1960) en verschillende achtergrondmusici. De groep werd midden jaren tachtig opgericht en scoorde wereldwijd vele hits, zoals "Holding Back the Years" (1985), "The Right Thing" (1987), "If You Don't Know Me by Now" (1989), "Something Got Me Started" (1991), "Stars" (1991), "Fairground" (1995) en "Sunrise" (2003).
De naam van de band ("Simpelweg Rood") komt deels van Hucknall's passie voor de voetbalclub Manchester United. De naam is ook een verwijzing naar Hucknalls krullerige rode haardos, alsook zijn politieke linkse voorkeur.
De originele bezetting van de band bestond uit Hucknall, Tony Bowers (basgitaar), Fritz McIntyre (keyboards), Tim Kellett (koper), Sylvan Richardson (gitaar) en Chris Joyce (drums).

## Biografie

### Succesjaren
De debuutsingle van de band, genaamd "Money's Too Tight (To Mention)", verscheen in 1985 en werd een hit in diverse Europese landen. Later dat jaar werd het debuutalbum Picture book uitgebracht, dat een internationaal succes was en in Nederland wekenlang op nummer 1 stond van de albumlijsten.
In 1986 bereikte de single "Holding Back the Years" de nummer 1-positie in de Verenigde Staten, iets dat de groep in 1989 nog eens herhaalde met "If You Don't Know Me by Now" (een coverversie van Harold Melvin & the Blue Notes). Beide singles bezorgden Simply Red een wereldwijde populariteit.
Met de studioalbums Stars (1991) en Life (1995) zette de groep zijn succesreeks voort. De singles "Something Got Me Started" en "Stars" groeiden uit tot klassiekers, terwijl "Fairground" in 1995 hun eerste en enige nummer 1-hit werd in hun thuisland, het Verenigd Koninkrijk. In 1991 verliet Tim Kellett de groep. Hij ging aan de slag als producer en richtte de dancegroep Olive op.
In 1999 trad de band op met Tom Jones voor een track op zijn album Reload.
Na een periode met minder grote successen, scoorde Simply Red in 2003 opnieuw een grote hit met "Sunrise", afkomstig van het dat jaar verschenen album Home. Dit werd in 2005 gevolgd door het album Simplified, met daarop een verzameling van Simply Red-klassiekers in een akoestische versie. Een jaar later verscheen het tiende studioalbum Stay, met alleen maar nieuwe nummers.

### Afscheid en nieuw begin
In oktober 2007 maakte zanger Hucknall bekend dat Simply Red er na de tournee in 2009 mee zou stoppen. Hij gaf aan meer tijd voor een solocarrière te willen en vond het na 25 jaar mooi geweest met Simply Red. The World and You Tonight werd de laatst uitgebrachte single. Op 18 november 2007 verzorgde Simply Red zijn laatste televisieoptreden in Nederland in het programma Life & Cooking.
Op 9 maart 2010 werd bekendgemaakt dat ze op 3 december 2010 voor een laatste keer naar Nederland in het Gelredome zouden komen, als onderdeel van The Farewell Tour (hoewel de vooraankondiging al was gedaan tijdens het optreden van de band in het Amsterdamse Westerpark in juli 2009).
Begin november 2014 maakte de band bekend weer bij elkaar te zijn en in 2015 een tournee te hebben gepland vanwege hun 30-jarig jubileum. De tournee bracht de groep onder meer naar Antwerpen en Amsterdam. In 2015 verscheen ook een geheel nieuw album, getiteld Big Love.
In het najaar van 2017 gaf Simply Red drie concerten in de Amsterdamse Ziggo Dome, in het kader van de tiende editie van Symphonica in Rosso. De registratie hiervan verscheen in 2018 op cd en dvd. Op 8 november 2019 verscheen het studioalbum Blue Eyed Soul op CD en LP.
In 2021 verschijnen de remixes die gemaakt werden van zijn tracks op de verzamelaar Simply Red - Remixed, Vol. 1 (1985-2000). Hierop staan remixes door Masters at Work, Satoshi Tomiie, Mousse T. en Phats & Small.

## Discografie

### Albums
| Album met eventuele hitnotering(en) in de Nederlandse Album Top 100 | Datum van verschijnen | Datum van binnenkomst | Hoogste positie | Aantal weken | Opmerkingen              |
| ------------------------------------------------------------------- | --------------------- | --------------------- | --------------- | ------------ | ------------------------ |
| Picture Book                                                        | 14-10-1985            | 30-11-1985            | 1(11wk)         | 78           |                          |
| Men and Women                                                       | 1987                  | 14-03-1987            | 2               | 26           |                          |
| A New Flame                                                         | 01-02-1989            | 25-02-1989            | 4               | 37           |                          |
| Stars                                                               | 1991                  | 12-10-1991            | 3               | 48           |                          |
| Life                                                                | 06-10-1995            | 21-10-1995            | 3               | 47           |                          |
| Greatest Hits                                                       | 04-10-1996            | 19-10-1996            | 3               | 40           | Verzamelalbum            |
| Blue                                                                | 18-05-1998            | 30-05-1998            | 25              | 16           |                          |
| Love and the Russian Winter                                         | 02-11-1999            | 06-11-1999            | 40              | 6            |                          |
| It's Only Love                                                      | 13-11-2000            | 23-12-2000            | 40              | 6            | Verzamelalbum            |
| Home                                                                | 24-03-2003            | 05-04-2003            | 2               | 74           |                          |
| The Very Best of Simply Red                                         | 28-04-2003            | 14-06-2003            | 21              | 43           | Verzamelalbum            |
| Simplified                                                          | 17-10-2005            | 22-10-2005            | 10              | 13           |                          |
| Stay                                                                | 09-03-2007            | 17-03-2007            | 3               | 38           |                          |
| Tribute to Bobby                                                    | 16-05-2008            | 24-05-2008            | 23              | 11           | solo-album Mick Hucknall |
| 25 - The Greatest Hits                                              | 07-11-2008            | 22-11-2008            | 3               | 48           | Verzamelalbum            |
| Songs of Love                                                       | 30-07-2010            | -                     |                 |              | Verzamelalbum            |
| Farewell - Live in Concert at Sydney Opera House                    | 20-05-2011            | 28-05-2011            | 32              | 4            | Livealbum                |
| American Soul                                                       | 26-10-2012            | 03-11-2012            | 13              | 17           | solo-album Mick Hucknall |
| Big Love                                                            | 29-05-2015            | 06-06-2015            | 2               | 16           |                          |
| Symphonica in Rosso                                                 | 23-11-2018            | 01-12-2018            | 41              | 1            | Livealbum                |
| Blue Eyed Soul                                                      | 08-11-2019            | 16-11-2019            | 27              | 1            |                          |
| Remixed Vol. 1 (1985–2000)                                          | 22-10-2021            | -                     |                 |              | Verzamelalbum            |
| Time                                                                | 26-05-2023            | -                     |                 |              |                          |

| Album met hitnotering(en) in de Vlaamse Ultratop 200 albums | Datum van verschijnen | Datum van binnenkomst | Hoogste positie | Aantal weken | Opmerkingen              |
| ----------------------------------------------------------- | --------------------- | --------------------- | --------------- | ------------ | ------------------------ |
| Life                                                        | 1995                  | 21-10-1995            | 3               | 26           |                          |
| Greatest hits                                               | 1996                  | 19-10-1996            | 2               | 21           | Verzamelalbum            |
| Blue                                                        | 1998                  | 30-05-1998            | 4               | 16           |                          |
| Love and the Russian winter                                 | 1999                  | 13-11-1999            | 37              | 3            |                          |
| Home                                                        | 2003                  | 05-04-2003            | 15              | 11           |                          |
| Simplified                                                  | 2005                  | 29-10-2005            | 14              | 11           |                          |
| Stay                                                        | 2007                  | 17-03-2007            | 9               | 17           |                          |
| Tribute to Bobby                                            | 2008                  | 31-05-2008            | 67              | 3            | solo-album Mick Hucknall |
| 25 The greatest hits                                        | 2008                  | 29-11-2008            | 14              | 26           | Verzamelalbum            |
| Farewell - Live in concert at Sydney Opera House            | 2011                  | 28-05-2011            | 36              | 6            | Livealbum                |
| American soul                                               | 2012                  | 03-11-2012            | 62              | 17           | solo-album Mick Hucknall |
| Song book 1985-2010                                         | 2013                  | 14-12-2013            | 168             | 3            | Verzamelalbum            |
| Big love                                                    | 2015                  | 06-06-2015            | 36              | 21           |                          |
| Symphonica in rosso                                         | 2018                  | 01-12-2018            | 98              | 3            | Livealbum                |

### Singles
| Single met eventuele hitnotering(en) in de Nederlandse Top 40 | Datum van verschijnen | Datum van binnenkomst | Hoogste positie | Aantal weken | Opmerkingen                                                             |
| ------------------------------------------------------------- | --------------------- | --------------------- | --------------- | ------------ | ----------------------------------------------------------------------- |
| Money's Too Tight (To Mention)                                | 1985                  | 24-08-1985            | 24              | 6            | Nr. 22 in de Nationale Hitparade / Nr. 22 in de TROS Top 50             |
| Holding Back the Years                                        | 1985                  | 14-12-1985            | 3               | 11           | Nr. 5 in de Nationale Hitparade                                         |
| Jericho                                                       | 1986                  | 15-03-1986            | 17              | 7            | Nr. 13 in de Nationale Hitparade                                        |
| The Right Thing                                               | 1987                  | 21-02-1987            | 4               | 9            | Nr. 5 in de Nationale Hitparade Top 100 / Veronica Alarmschijf Radio 3  |
| Infidelity                                                    | 1987                  | 30-05-1987            | tip8            | -            | Nr. 57 in de Nationale Hitparade Top 100                                |
| Ev'ry Time We Say Goodbye                                     | 1988                  | 23-01-1988            | 27              | 4            | Nr. 29 in de Nationale Hitparade Top 100                                |
| It's Only Love                                                | 1989                  | 11-02-1989            | 9               | 7            | Nr. 10 in de Nationale Hitparade Top 100 / Veronica Alarmschijf Radio 3 |
| If you don't know me by now                                   | 1989                  | 29-04-1989            | 3               | 12           | Nr. 5 in de Nationale Hitparade Top 100                                 |
| A New Flame                                                   | 1989                  | 29-07-1989            | 27              | 4            | Nr. 31 in de Nationale Hitparade Top 100                                |
| Something Got Me Started                                      | 1991                  | 28-09-1991            | 5               | 8            | Nr. 3 in de Nationale Top 100                                           |
| Stars                                                         | 1991                  | 14-12-1991            | 15              | 6            | Nr. 15 in de Nationale Top 100                                          |
| For Your Babies                                               | 1992                  | 08-02-1992            | tip6            | -            | Nr. 40 in de Nationale Top 100                                          |
| Thrill Me                                                     | 1992                  | 16-05-1992            | tip4            | -            | Nr. 58 in de Nationale Top 100                                          |
| Fairground                                                    | 1995                  | 30-09-1995            | 6               | 15           | Nr. 5 in de Mega Top 50 / Megahit                                       |
| Remembering the First Time                                    | 1995                  | 23-12-1995            | tip3            | -            | Nr. 23 in de Mega Top 50 / Megahit                                      |
| We're in This Together                                        | 1996                  | 29-06-1996            | 28              | 4            | Nr. 34 in de Mega Top 50                                                |
| Say You Love Me                                               | 1998                  | 16-05-1998            | tip16           | -            | Nr. 71 in de Mega Top 100                                               |
| The Air That I Breathe                                        | 1998                  | -                     |                 |              | Nr. 82 in de Mega Top 100                                               |
| Ain't That a Lot of Love                                      | 1999                  | 13-11-1999            | 36              | 2            | Nr. 68 in de Mega Top 100                                               |
| Sunrise                                                       | 2003                  | 15-03-2003            | 4               | 18           | Nr. 6 in de Mega Top 50 _                                               |
| Fake                                                          | 2003                  | 19-07-2003            | 12              | 11           | Nr. 19 in de Mega Top 50                                                |
| You Make Me Feel Brand New                                    | 2003                  | 08-11-2003            | tip2            | -            | Nr. 43 in de Mega Top 50                                                |
| Home                                                          | 2004                  | 20-03-2004            | tip7            | -            | Nr. 74 in de B2B Single Top 100                                         |
| Perfect Love                                                  | 2005                  | 08-10-2005            | tip6            | -            | Nr. 69 in de B2B Single Top 100                                         |
| So Not Over You                                               | 2007                  | 17-03-2007            | tip6            | -            | Nr. 31 in de Mega Top 50                                                |

| Single met hitnotering(en) in de Vlaamse Ultratop 50 | Datum van verschijnen | Datum van binnenkomst | Hoogste positie | Aantal weken | Opmerkingen                 |
| ---------------------------------------------------- | --------------------- | --------------------- | --------------- | ------------ | --------------------------- |
| Money's Too Tight (To Mention)                       | 1985                  | 07-09-1985            | 17              | 6            | Nr. 15 in de Radio 2 Top 30 |
| Holding Back the Years                               | 1985                  | 28-12-1985            | 8               | 10           | Nr. 8 in de Radio 2 Top 30  |
| Jericho                                              | 1986                  | 08-03-1986            | 20              | 7            | Nr. 22 in de Radio 2 Top 30 |
| Open Up the Red Box                                  | 1986                  | 27-09-1986            | 24              | 1            | Nr. 16 in de Radio 2 Top 30 |
| The Right Thing                                      | 1987                  | 21-02-1987            | 4               | 11           | Nr. 6 in de Radio 2 Top 30  |
| Infidelity                                           | 1987                  | 06-06-1987            | 34              | 3            |                             |
| Love Fire                                            | 1987                  | 22-08-1987            | 23              | 5            | Nr. 29 in de Radio 2 Top 30 |
| Ev'ry Time We Say Goodbye                            | 1988                  | 30-01-1988            | 30              | 3            |                             |
| It's Only Love                                       | 1989                  | 11-02-1989            | 11              | 9            | Nr. 15 in de Radio 2 Top 30 |
| If You Don't Know Me by Bow                          | 1989                  | 06-05-1989            | 5               | 13           | Nr. 6 in de Radio 2 Top 30  |
| A New Flame                                          | 1989                  | 29-07-1989            | 33              | 4            | Nr. 21 in de Radio 2 Top 30 |
| Something Got Me Started                             | 1991                  | 19-10-1991            | 15              | 8            | Nr. 10 in de Radio 2 Top 30 |
| Stars                                                | 1991                  | 28-12-1991            | 16              | 9            | Nr. 20 in de Radio 2 Top 30 |
| For Your Babies                                      | 1992                  | 29-02-1992            | 30              | 7            | Nr. 23 in de Radio 2 Top 30 |
| Fairground                                           | 1995                  | 07-10-1995            | 2               | 17           | Nr. 2 in de Radio 2 Top 30  |
| Angel                                                | 1996                  | 06-11-1996            | tip12           | -            |                             |
| Say You Love Me                                      | 1998                  | 09-05-1998            | tip4            | -            |                             |
| The Air That I Breathe                               | 1998                  | 22-08-1998            | tip15           | -            |                             |
| Ain't That a Lot of Love                             | 1999                  | 06-11-1999            | 48              | 1            |                             |
| Sunrise                                              | 2003                  | 29-03-2003            | 35              | 10           | Nr. 21 in de Radio 2 Top 30 |
| Fake                                                 | 2003                  | 12-07-2003            | tip4            | -            |                             |
| Perfect Love                                         | 2005                  | 08-10-2005            | tip9            | -            |                             |
| So Not Over You                                      | 2007                  | 24-03-2007            | tip20           | -            | Nr. 13 in de Radio 2 Top 30 |
| That's How Strong My Love Is                         | 2012                  | 20-10-2012            | tip63           | -            | solosingle Mick Hucknall    |
| Shine On                                             | 2015                  | 09-05-2015            | tip21           | -            |                             |
| The Ghost of Love                                    | 2015                  | 08-08-2015            | tip25           | -            |                             |

### Dvd's
| Dvd's met hitnoteringen in de Nederlandse DVD Music Top 30 | Datum van verschijnen | Datum van binnenkomst | Hoogste positie | Aantal weken | Opmerkingen |
| ---------------------------------------------------------- | --------------------- | --------------------- | --------------- | ------------ | ----------- |
| Live in London                                             | 2003                  | 20-09-2003            | 10              | 20           |             |
| Home - Live in Sicily                                      | 2003                  | 29-11-2003            | 1(4wk)          | 85           |             |
| A starry night with Simply Red                             | 2005                  | 09-04-2005            | 6               | 12           |             |
| Cuba!                                                      | 2005                  | 26-11-2005            | 10              | 30           |             |
| Stay - Live at the Royal Albert Hall                       | 2007                  | 27-10-2007            | 5               | 6            |             |
| Farewell - Live in concert at Sydney Opera House           | 20-05-2011            | 28-05-2011            | 3               | 27           |             |
| Live at Montreux 2003                                      | 2012                  | 26-05-2012            | 16              | 3            |             |

### NPO Radio 2 Top 2000
| Nummers met noteringen in de NPO Radio 2 Top 2000 | '99 | '00  | '01 | '02  | '03  | '04  | '05  | '06  | '07  | '08  | '09  | '10  | '11  | '12  | '13  | '14  | '15  | '16  | '17  | '18  | '19  | '20  | '21  | '22  | '23  | '24  |
| ------------------------------------------------- | --- | ---- | --- | ---- | ---- | ---- | ---- | ---- | ---- | ---- | ---- | ---- | ---- | ---- | ---- | ---- | ---- | ---- | ---- | ---- | ---- | ---- | ---- | ---- | ---- | ---- |
| Fairground                                        | -   | -    | -   | -    | -    | -    | -    | 1181 | 1434 | 1878 | 1019 | 1073 | 1029 | 980  | 1215 | 1266 | 1310 | 1522 | 1523 | 1977 | 1984 | 1770 | 1884 | 1849 | 1945 | 1979 |
| Holding Back the Years                            | 435 | 465  | 569 | 661  | 319  | 408  | 379  | 454  | 633  | 446  | 378  | 363  | 357  | 451  | 478  | 404  | 451  | 449  | 503  | 538  | 572  | 602  | 621  | 705  | 678  | 671  |
| Home                                              | ×   | ×    | ×   | ×    | ×    | -    | 747  | 950  | 1034 | 1362 | 1228 | 1065 | 1168 | 937  | 1094 | 1220 | 1457 | 1789 | -    | -    | -    | -    | -    | -    | -    | -    |
| If You Don't Know Me by Now                       | -   | -    | -   | -    | -    | 1057 | 1005 | 1039 | 1276 | 1349 | 1155 | 897  | 830  | 1132 | 857  | 971  | 869  | 982  | 1057 | 1159 | 1135 | 1032 | 1084 | 1486 | 1401 | 1597 |
| Money's Too Tight                                 | -   | 1788 | -   | 1402 | 1418 | 1683 | 1709 | -    | -    | -    | -    | 1921 | 1941 | 1798 | 1924 | -    | -    | -    | -    | -    | -    | -    | -    | -    | -    | -    |
| So Not Over You                                   | ×   | ×    | ×   | ×    | ×    | ×    | ×    | ×    | 1896 | -    | -    | -    | -    | -    | -    | -    | -    | -    | -    | -    | -    | -    | -    | -    | -    | -    |
| Stars                                             | -   | -    | -   | -    | -    | 1222 | 1622 | 1794 | 1851 | 1796 | 1519 | 1468 | 1392 | 1542 | 1683 | 1637 | 1526 | 1642 | 1731 | 1430 | 1610 | 1452 | 1585 | 1586 | 1558 | 1491 |
| Stay                                              | ×   | ×    | ×   | ×    | ×    | ×    | ×    | ×    | 1885 | -    | -    | -    | -    | -    | -    | -    | -    | -    | -    | -    | -    | -    | -    | -    | -    | -    |
| Sunrise                                           | ×   | ×    | ×   | ×    | -    | -    | -    | 1239 | 1537 | 1921 | 1443 | 1442 | 1495 | 1632 | 1490 | 1809 | 1615 | 1888 | 1863 | 1602 | 1768 | 1744 | 1784 | 1940 | -    | -    |

1. ↑  Een '-' betekent dat het nummer niet was genoteerd, een '×' betekent dat het nummer nog niet was uitgebracht en een vetgedrukt getal geeft de hoogste notering van een nummer aan.